# Asplenium goudeyi
Asplenium goudeyi là một loài dương xỉ trong họ Aspleniaceae. Loài này được D.L. Jones mô tả khoa học đầu tiên.
Danh pháp khoa học của loài này chưa được làm sáng tỏ. 

## Hình ảnh

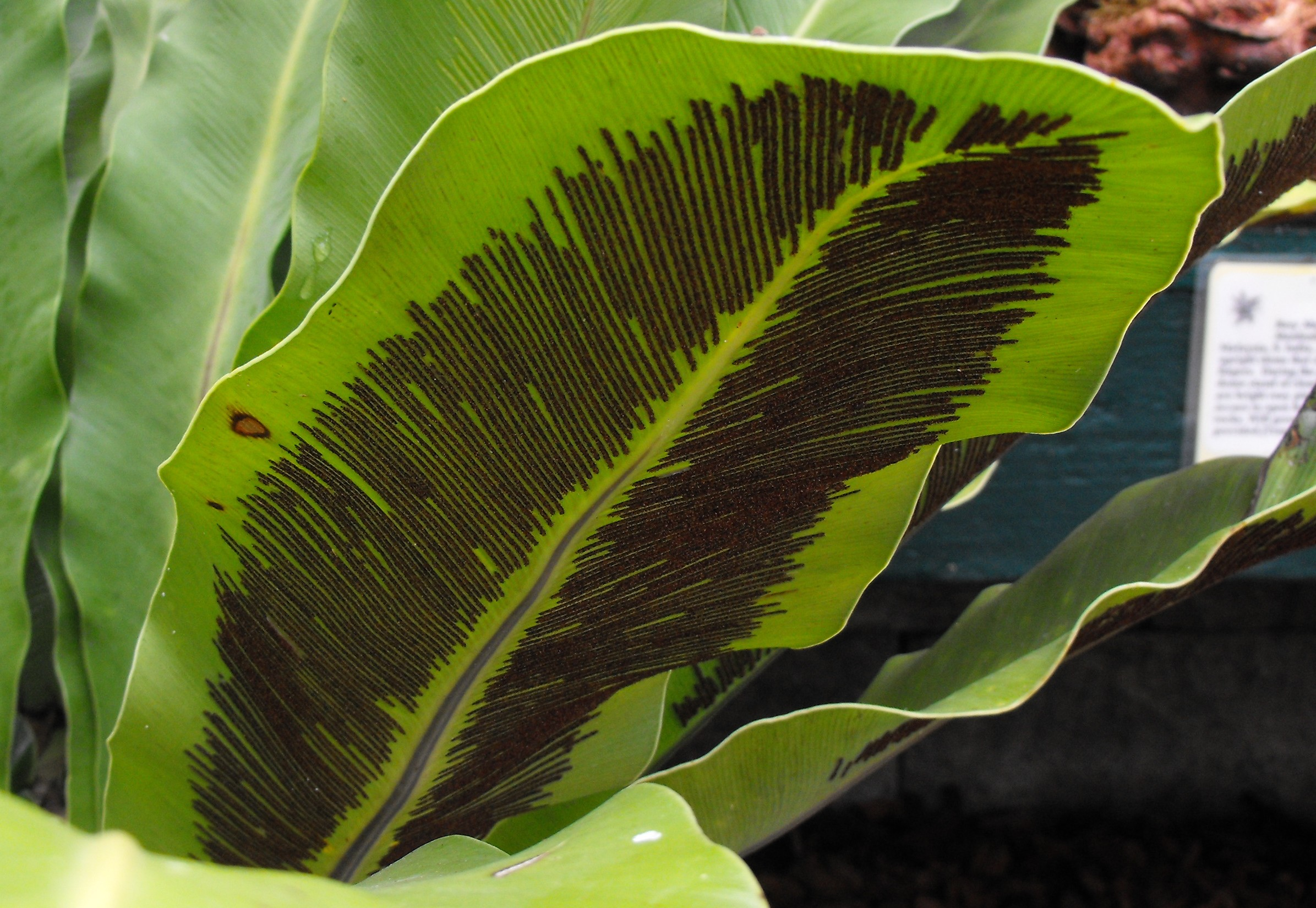
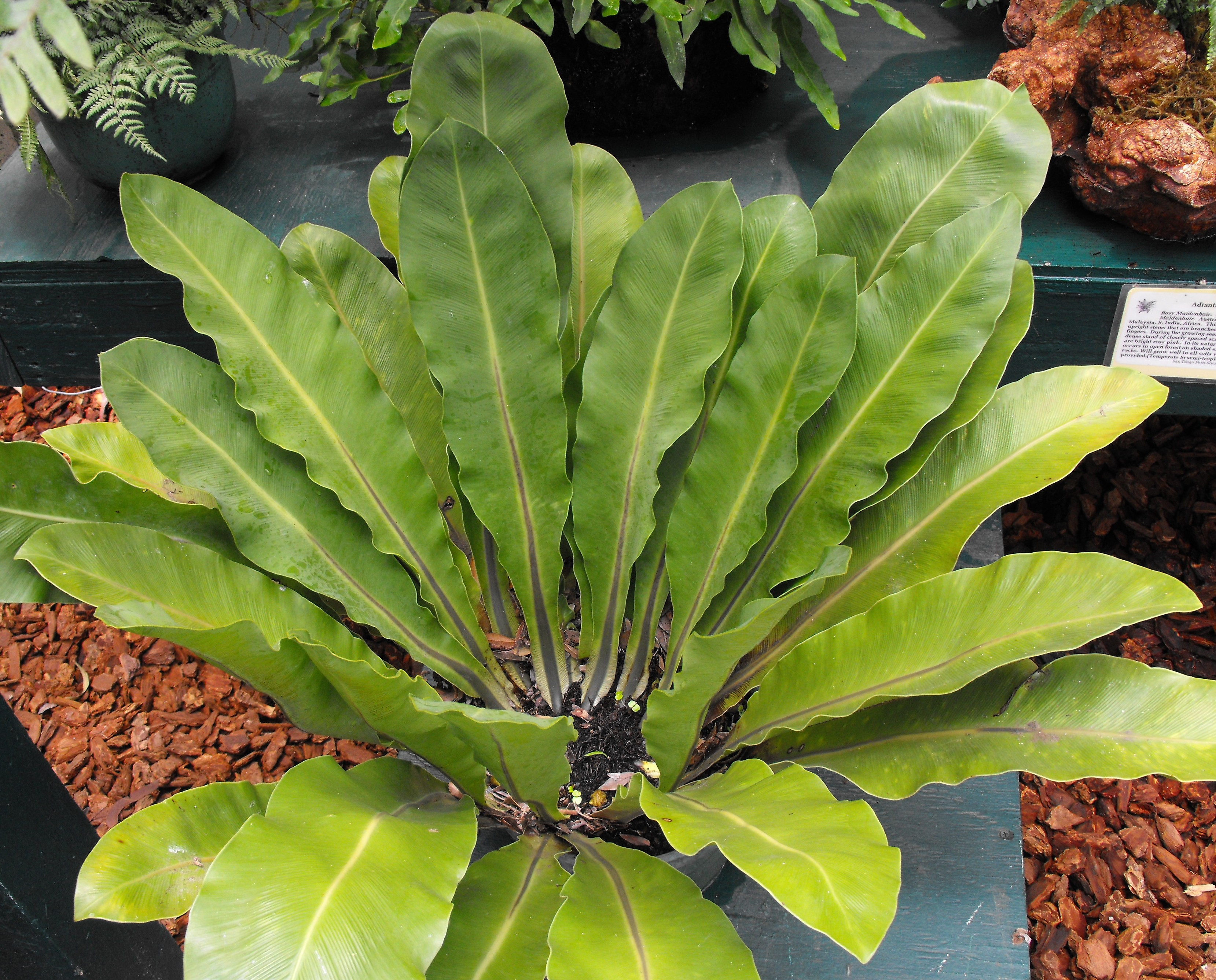
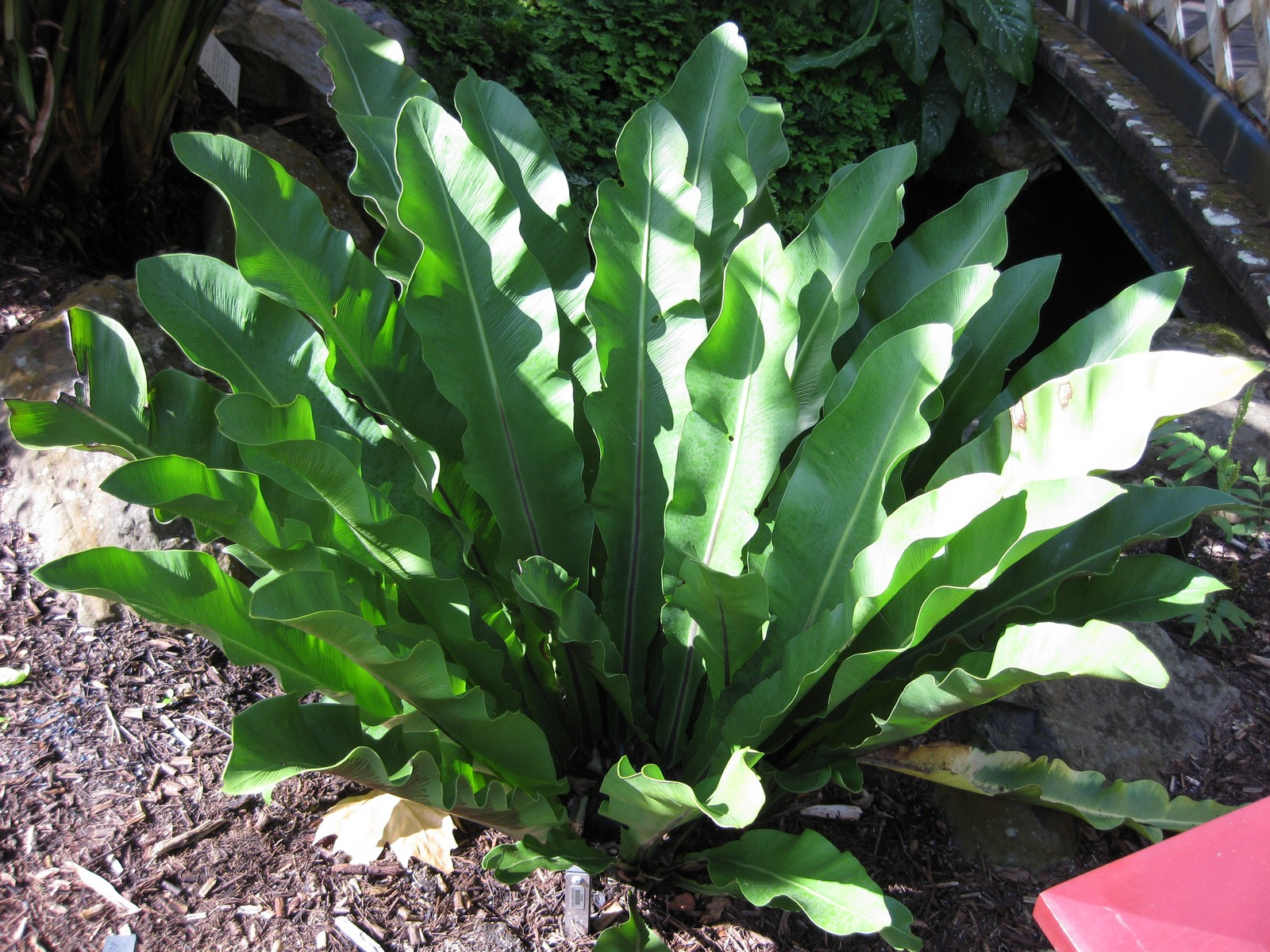
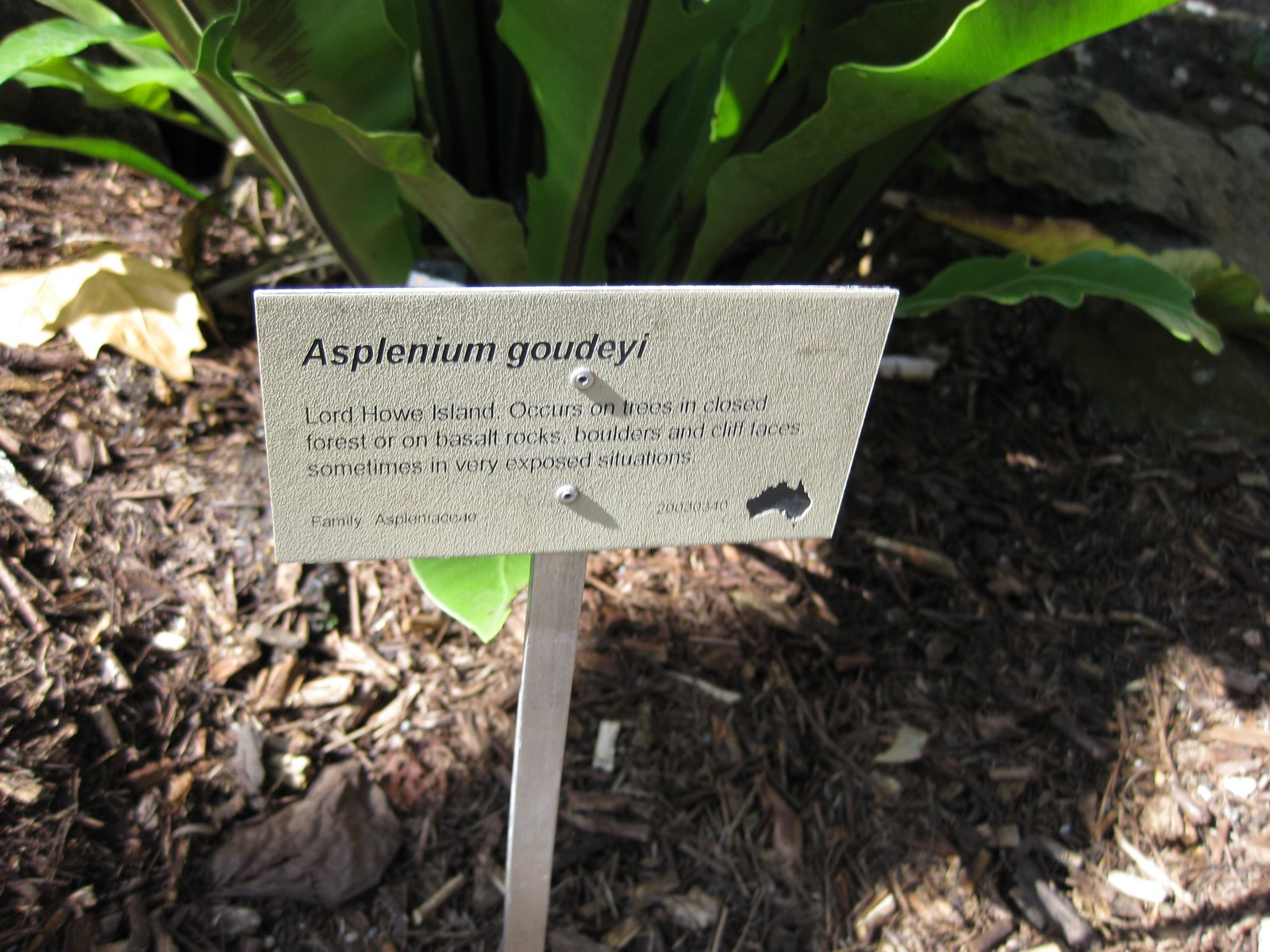